# 27. ceremonia wręczenia Złotych Globów
Złote Globy 1969 przyznawano 2 lutego 1970 roku w Beverly Hilton Hotel w Los Angeles.
Nagroda Henrietty dla popularnych aktorów: Steve McQueen i Barbra Streisand.
Nagroda im. Cecila DeMille’a za całokształt twórczości: Joan Crawford.

## Kino

### Najlepszy film dramatyczny
Anna tysiąca dni, reż. Charles Jarrott

nominacje:
- Butch Cassidy i Sundance Kid, reż. George Roy Hill
- Czyż nie dobija się koni?, reż. Sydney Pollack
- Nocny kowboj, reż. John Schlesinger
- Pełnia życia panny Brodie, reż. Ronald Neame

### Najlepsza komedia/musical
Tajemnica Santa Vittoria, reż. Stanley Kramer

nominacje:
- Hello, Dolly!, reż. Gene Kelly
- Kwiat kaktusa, reż. Gene Sacks
- Pomaluj swój wóz, reż. Joshua Logan
- Goodbye, Columbus, reż. Larry Peerce

### Najlepszy aktor dramatyczny
John Wayne – Prawdziwe męstwo

nominacje:
- Alan Arkin – Popi
- Richard Burton – Anna tysiąca dni
- Dustin Hoffman – Nocny kowboj
- Jon Voight – Nocny kowboj

### Najlepsza aktorka dramatyczna
Geneviève Bujold – Anna tysiąca dni

nominacje:
- Jane Fonda – Czyż nie dobija się koni?
- Liza Minnelli – Bezpłodna kukułka
- Jean Simmons – The Happy Ending
- Maggie Smith – Pełnia życia panny Brodie

### Najlepszy aktor w komedii/musicalu
Peter O’Toole – Do widzenia, panie Chips

nominacje:
- Dustin Hoffman – John i Mary
- Lee Marvin – Pomaluj swój wóz
- Steve McQueen – Koniokrady
- Anthony Quinn – Tajemnica Santa Vittoria

### Najlepsza aktorka w komedii/musicalu
Patty Duke – Ja, Natalia

nominacje:
- Ingrid Bergman – Kwiat kaktusa
- Dyan Cannon – Bob i Carol i Ted i Alice
- Kim Darby – Generation
- Mia Farrow – John i Mary
- Shirley MacLaine – Słodka Charity
- Anna Magnani – Tajemnica Santa Vittoria
- Barbra Streisand – Hello, Dolly!

### Najlepszy aktor drugoplanowy
Gig Young – Czyż nie dobija się koni?

nominacje:
- Red Buttons – Czyż nie dobija się koni?
- Jack Nicholson – Swobodny jeździec
- Anthony Quayle – Anna tysiąca dni
- Mitch Vogel – Koniokrady

### Najlepsza aktorka drugoplanowa
- Goldie Hawn – Kwiat kaktusa

nominacje:
- Marianne McAndrew – Hello, Dolly!
- Siân Phillips – Do widzenia, panie Chips
- Brenda Vaccaro – Nocny kowboj
- Susannah York – Czyż nie dobija się koni?

### Najlepsza reżyseria
Charles Jarrott – Anna tysiąca dni

nominacje:
- Gene Kelly – Hello, Dolly!
- Stanley Kramer – Tajemnica Santa Vittoria
- Sydney Pollack – Czyż nie dobija się koni?
- John Schlesinger – Nocny kowboj

### Najlepszy scenariusz
John Hale, Bridget Boland, Richard Sokolove – Anna tysiąca dni

nominacje:
- William Goldman – Butch Cassidy i Sundance Kid
- David Shaw – Jeśli dziś wtorek - jesteśmy w Belgii
- John Mortimer – John i Mary
- Waldo Salt – Nocny kowboj

### Najlepsza muzyka
Burt Bacharach – Butch Cassidy i Sundance Kid

nominacje:
- Leslie Bricusse – Do widzenia, panie Chips
- Georges Delerue – Anna tysiąca dni
- Ernest Gold – Tajemnica Santa Vittoria
- Michel Legrand – The Happy Ending

### Najlepsza piosenka
Rod McKuen  – „Jean” z filmu Pełnia życia panny Brodie

nominacje:
- Burt Bacharach (muzyka), Hal David (słowa) – „Raindrops Keep Falling on My Head” z filmu Butch Cassidy i Sundance Kid
- Quincy Jones (muzyka), Cynthia Weil (słowa) – „The Time for Love Is Any Time” z filmu Kwiat kaktusa
- „Goodbye, Columbus” z filmu Żegnaj, Kolumbie
- Michel Legrand (muzyka), Alan Bergman (słowa), Marilyn Bergman (słowa) – „What Are You Doing the Rest of Your Life” z filmu The Happy Ending
- Ernest Gold (muzyka), Norman Gimbel (słowa) – „Stay” z filmu  Tajemnica Santa Vittoria
- Elmer Bernstein (muzyka), Don Black (słowa) – „True Gift” z filmu Prawdziwe męstwo

### Najlepszy film zagraniczny
Z, reż. Costa-Gavras  Algieria

nominacje:
- Ådalen 31, reż. Bo Widerberg  Szwecja
- Dziewczęta na słońcu, reż. Wasilis Georgiadis  Grecja
- Kanał Blaumilcha, reż. Ephraim Kishon  Izrael
- Satyricon, reż. Federico Fellini  Włochy

### Najlepszy anglojęzyczny film zagraniczny
Och! Co za urocza wojenka, reż. Richard Attenborough  Wielka Brytania

nominacje:
- Biuro zabójców, reż. Basil Dearden
- Jeżeli..., reż. Lindsay Anderson
- Mayerling, reż. Terence Young
- Włoska robota, reż. Peter Collinson

### Najbardziej obiecujący aktor
Jon Voight – Nocny kowboj

nominacje:
- Helmut Berger – Zmierzch bogów
- Glen Campbell – Prawdziwe męstwo
- Michael Douglas – Cześć, bohaterze!
- George Lazenby – W tajnej służbie Jej Królewskiej Mości

### Najbardziej obiecująca aktorka
Ali MacGraw – Żegnaj, Kolumbie

nominacje:
- Dyan Cannon – Bob i Carol i Ted i Alice
- Goldie Hawn – Kwiat kaktusa
- Marianne McAndrew – Hello, Dolly!
- Brenda Vaccaro – Where It's At